# アドルフ・フォン・ハルナック
アドルフ・ハルナック（Adolf von Harnack、1851年5月7日 – 1930年6月10日）は、ドイツの教会史家、プロテスタント神学者。「おそらく当時の最も傑出した教父学の学者」とされる。ベルリン国立図書館長、マックス・プランク協会初代総裁を務め、いわゆるヴィルヘルム帝政期のドイツにおける教育行政に深く参与した。1914年叙爵、以降は苗字はフォン・ハルナック。

## 生涯
当時ロシア帝国領であったデルプト（現エストニア・タルトゥ、ドイツ名ドルパート）に神学者テオドジウス・ハルナックの第二子として生まれる。1868年にデルプト大学（教員や学生にはドイツ移民が多く、授業も相当数がドイツ語で行われていたため、一般にはドイツ読みのドルパート大学で知られる）に入学する。1872年にライプツィヒ大学に移り、同年に博士論文『グノーシス主義の歴史の資料批判について（Zur Quellenkritik der Geschichte des Gnostizismus）』によって神学博士号を取得、1874年に大学教授資格試験に合格する。1876年にライプツィヒ大学員外教授となる。1877年に当時のドイツを代表する神学者の一人であったアルプレヒト・リッチュルの面識を得、以降いわゆるリッチュル学派の一員と見なされるようになる。
1879年にギーセン大学の教会史担当教授に就任し、同年にアマーリエと結婚。1886年にマールブルク大学に転任し、ここで組織神学者ヴィルヘルム・ヘルマン（1846-1922）と親交を結ぶ。さらに1888年10月にベルリン大学に着任する。
ベルリン着任後、ローマ史研究で知られるテオドール・モムゼン（1817-1903）の推薦によりプロイセン学術アカデミー会員となる。1905年にベルリン王立図書館（現・ベルリン国立図書館）館長（1921年まで）に就任し、現在のウンター・デン・リンデン館（1914年落成）建設に尽力する。この功績により1914年に貴族に叙せられる。
1911年、自然科学および医学の研究専門機関として設立されたカイザー・ヴィルヘルム協会（現・マックス・プランク協会）の初代総裁に就任（1930年まで）。
1926年には学術界への貢献が認められてドイツ国鷲盾賞（Adlerschild des Deutschen Reiches）を受賞。1929年にベルリン・ダーレムに建設されたマックス・プランク協会のレセプション・ホールが「ハルナック・ハウス」と命名される。1930年にマックス・プランク医学研究所の開所式に出席するため赴いたハイデルベルクで客死。ベルリン郊外のアルテ・ザンクト・マテウス墓地に埋葬される。

## 神学思想
自由主義神学の線に立ち、リッチュルの思想を受け継いだハルナックは、ルターの宗教改革を最も純粋なキリスト教への回帰としてとらえる。したがってローマ・カトリックの伝統的な見方とされる教会中心の救済史観や、それと一体的に語られるところの、救済に関する教会の権威を斥ける。主著『教義史教本（Lehrbuch der Dogmengeschichte）』（全3巻、第4版、1909年-1910年）によれば、特に古代キリスト教の教義史は「福音のギリシア（ヘレニズム）化」、すなわちイエスの福音という「核」をギリシア（ヘレニズム）文化（哲学）という「殻」が覆っていた歴史であり、肥大化した「殻」を除去して「核」を再発見したのが宗教改革であるとする。
イエスの福音への原初的回帰をプロテスタンティズムの本質とする立場から、同時代のプロテスタント教会の権威的な行動には批判的であり、使徒信条を批判する牧師が教会当局に処分される事件が発生する度に、教会当局を批判する論陣を張った。このため教会当局からは冷遇され、ベルリン大学転任時に人事上の妨害を受けたほか、当時の代表的な神学者でありながら教会の要職や栄誉とは長い間無縁であった。教会との関係が回復するのは、ドイツが第一次世界大戦に敗戦してヴァイマル共和政に移行すると同時に教会が国家の一機関としての地位を喪失し、そのあり方を大きく変えざるを得なくなってからである。
イエスの福音への集中は『キリスト教の本質（Das Wesen des Christentums）』（初版、1900年）においてさらに強調され、教派特有の教義や教会組織に束縛されずに、個人的かつ内在的にイエスの福音と結合することを中心とするキリスト教観は幅広い支持を得た。同書はドイツにおいて1950年まで聖書を除けば最も多く売れた宗教書の地位を保持したほか、少なくとも14か国語に翻訳されて世界中に影響を与えた。またハルナックはこの中で、福音とは「イエスが語った福音」と「イエスについて語られた福音」の二重構造であると主張したため、伝統的な神学理解の側からは激しい批判を受けた。
そのほか、マルキオンに関する研究書『マルキオン（Marcion）』（第2版、1924年）において、旧約聖書をすべて排除し、自ら改変したルカ福音書および牧会書簡とヘブライ書を除く10のパウロ書簡のみを正典としたマルキオンをプロテスタントの先駆者であると示唆したため、第二次世界大戦後にブーバーらによって反ユダヤ主義の嫌疑をかけられることとなった（ただしハルナックは1930年に死去しているため、ナチスの政権獲得を知るよしもなかった）。現在ではハルナックやその著書に反ユダヤ主義的傾向を見出す向きはほとんどない。

## 後世への影響
晩年にカール・バルトからの激しい批判にさらされたこともあり、20世紀後半期には顧慮されることの少なかったハルナックであるが、後代への影響は小さくない。次世代の神学者であるバルト、ブルトマン、シュヴァイツァーなどはベルリン大学在学中にハルナックから直接学んだ経験を持つ。第二次世界大戦中に反ナチスのキリスト者によって組織された告白教会で活動したオットー・ディベリウス、ボンヘッファーらはハルナックのゼミ生であった。
パウル・ティリッヒは『キリスト教思想史』の中でハルナックを「リッチュル学派における最大の人物」「世紀を代表する最高の学者の一人」であると評し、福音のギリシア化、グノーシス主義の影響と拒絶、二重福音説の指摘をハルナックの業績の中で特に評価している。福音のギリシア化を提示したことは、ヘレニズムとヘブライズムを分離する試みを促し、グノーシス主義への関心をさらに高め、イエスの福音をパウロの使信と分離してマタイ、マルコ、ルカの3福音書を中心に見出そうとすることに貢献したとする。これらの神学的方法論は次世代の神学者たちにさまざまな形で影響を与えた。

## 実務家研究者としての活動
1876年、エミール・シューラーらとともに書評誌「神学書評（Theologische Literaturzeitung）」を創刊（現在も継続）。1882年にゲプハルトと共同で「古代キリスト教文献の歴史：本文と校注（Texte und Untersuchungen zur Geschichte der altchristlichen Literatur）」シリーズの刊行を開始（2019年現在で187冊を超える）。1886/7年に神学評論誌「キリスト教世界（Die Christliche Welt）」を創刊（1941年廃刊）。
1890年にプロイセン学術アカデミー会員として「初期300年間までのギリシア教父」プロジェクトに参加し、教会教父委員会の委員長を務める。同プロジェクトによって50冊あまりが刊行された。また1900年には『プロイセン学術アカデミー史』刊行の責任者を務め、後に同アカデミー総裁職に就く。
1890年、ドイツ福音主義社会協議会（Evangelisch-Sozialer Kongress）の創設に参画、後に議長（1902-1912）を務めた。
またディルタイ、デルブリュックらとともに女子教育の進展を後押しし、ドイツの大学への女子の入学および博士号取得に貢献した。1925年に女性で初めてベルリン大学において神学博士号を取得した三浦アンナ（Anna Stange, 後に京都帝国大学教授の三浦耀と結婚して来日し、立教大学教授となる）はハルナックの教え子である。

## 日本への影響
『キリスト教の本質』は原著出版当時いちはやく日本語に翻訳されており、2021年現在に至るまで延べ4人の訳者による多数の日本語版が存在する。
ベルリン大学に留学した日本人のうち、安部磯雄、原田助、波多野精一、黒崎幸吉などはハルナックの講義を直接聴講したとされる。
後にニューヨーク・ユニオン神学大学院の歴史神学教授となったA・C・マッギファートはドイツ留学中にハルナックから指導を受けている。ユニオン神学大学院でマッギファートから指導を受けた日本人神学者の有賀鉄太郎、日野真澄、魚木忠一らはハルナックの孫弟子といえる。

## 政治への参与

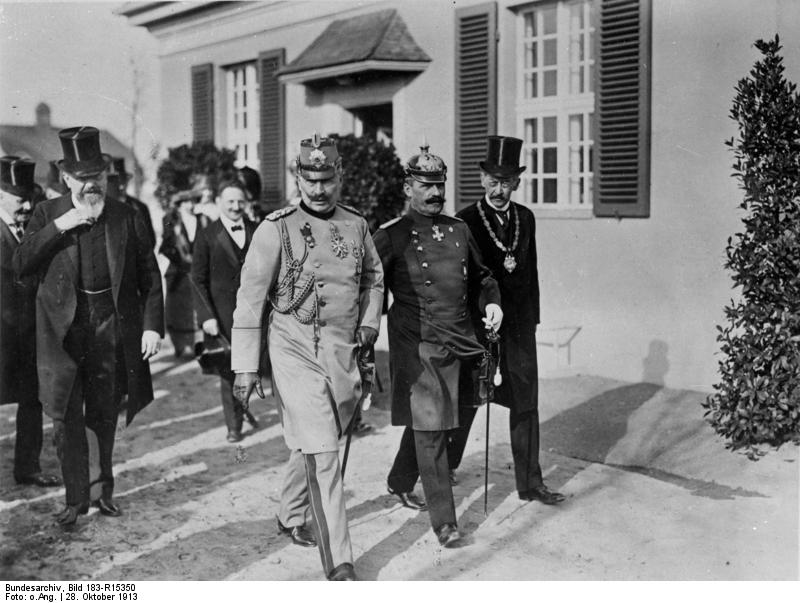
1913年10月28日、ダーレムのカイザー・ヴィルヘルム研究所にて。ヴィルヘルム2世（左）、軍医将官フリードリヒ・フォン・イルベルク（中央）と歩くハルナック。

1886年、プロイセン文部省官僚で大学行政に絶大な影響力を持っていたフリードリヒ・アルトホーフの知己を得る。アルトホーフの後押しにより、プロイセン領邦教会の妨害にもかかわらずベルリン大学に着任し、以後、政治にも参与するようになる。
当時のドイツ皇帝ヴィルヘルム2世および宰相ベートマン・ホルヴェークから信頼を受け、たびたび助言を行った。
1914年、第一次世界大戦開戦に際してはドイツ皇帝の開戦演説を起草。さらに戦争を支持する93人の知識人による「知識人宣言」にも署名するが、翌年にはデルブリュックらとともに穏健な早期終結を求める路線に転じた。
第一次世界大戦の敗戦後、ヴァイマル国民議会の求めに応じて国立大学神学部の意義について提言を行い、ドイツの国立大学における神学部存続に貢献する。また、ヴァイマル政府から駐米ドイツ大使就任を要請されたが固辞している。

## 主要著作
ハルナックの著作は生前刊行のものだけでも49冊あり、そのほか論文、評論、雑誌に寄稿した短文なども含めて1,600を超えるとされる。
以下に主要なものを挙げる。
- 『教義史教本』全3巻（未邦訳）  Lehrbuch der Dogmengeschichte, 1. Aufl. 1886, 4. Aufl. 1909/1910.  最も著名なハルナックの学術書。聖書時代から宗教改革期までのキリスト教教義の歴史を扱う。現在入手可能な2015年版（Neuausgabe 2015）は、ベルリン大学教授クリストフ・マークシースの序文が付されているが、本文テキストは1909/10年版のリプリント。

- 『キリスト教の本質』（深井智朗訳、春秋社、2014年）  Das Wesen des Christentums, 1. Aufl. 1900, 5. Aufl. 1902.  ハルナックの著作の中で最もよく知られているもの。邦訳はほかに高木壬太郎（1902）、和田琳熊（1904）、山谷省吾（1925, 1939, 1977）らによるものがある。

- 『マルキオン』（津田謙治 訳、教文館、2023年。抄訳[6]）  Marcion. Das Evangelium vom fremden Gott. 1. Aufl. 1921, 2. Aufl. 1924.  シノペのマルキオンの研究書。現在でもマルキオン研究の古典として高く評価されている。

## 関連文献
- クルト・ノヴァク『評伝 アドルフ・フォン・ハルナック』加納和寛 訳、関西学院大学出版会、2022年。ISBN 9784862833303。